# Vysoké, Žďár nad Sázavou
Vysoké là một làng thuộc huyện Žďár nad Sázavou, vùng Vysočina, Cộng hòa Séc.